# Feng Shui (gioco di ruolo)
Feng Shui è un gioco di ruolo basato sui film di arti marziali scritto da Robin D. Laws, pubblicato prima dalla Daedalus Entertainment e successivamente dalla Atlas Games. Il gioco condivide la maggior parte della sua ambientazione con il gioco di carte collezionabili Shadowfist. Il sistema di gioco è semplice e la maggior parte del dettaglio è dedicato al sistema di combattimento, pensato per scorrere velocemente passando da una scena di azione alla successiva. Il gioco è ispirato allo stile dei film d'azione di Hong Kong.
I personaggi iniziano con un livello di abilità molto alto, appropriato ai protagonisti dei film su cui è basato il gioco.

## Ambientazione
Il gioco condivide la maggior parte della sua ambientazione con il gioco di carte collezionabili Shadowfist, comunque il regolamento può essere usato per avventure one shot di azione senza usare l'elaborato background.
Il nome Feng Shui si riferisce a uno dei temi principali del gioco: chi controlla siti con un potente feng shui controlla il mondo. Gli eventi volgono a loro favore più spesso di quanto non sarebbe normale, il risultato degli eventi storici principali, come guerre, elezioni e disastri naturali sono fissati da chi ha il controllo dei più potenti siti di feng shui. Diversi gruppi lottano segretamente per il controllo di questi siti e quindi per il controllo del mondo.
L'ambientazione di Feng Shui comprende diversi generi e include arti marziali, magia e tecnologie fantascientifiche.
Una delle caratteristiche principali del gioco è che l'ambientazione fisica delle scene è intenzionalmente vaga, per permettere al game master e ai giocatori di improvvisare durante il combattimento degli stunt spettacolari come quelli dei protagonisti del film (controllare una gru per colpire più nemici insieme, colpire un avversario e farlo passare attraverso una vetrata, fare esplodere un barile di benzina in mezzo agli avversari, ....)

### Il Netherworld
In diversi luoghi del mondo ci sono portali a un luogo chiamato Netherworld, questo è un labirinto mutevole di tunnel e caverne che collegano i vari portali. Ogni portale si apre in un differente luogo e periodo storico. Le epoche nelle quali si aprono i portali sono il 69, 1850, 1996 e, in un futuro distopico, anche il 2056. Questi periodi sono detti juncture e il viaggio tra questi è possibile sempre attraversando il Netherworld. Il Netherworld stesso è abitato da una varietà di esseri, che per diverse ragioni non hanno più un posto in nessuna delle juncture.

### Slittamenti critici e superficiali
La possibilità di viaggiare nel tempo significa inevitabilmente che qualcuno cercherà di cambiare il passato o il futuro. Quando questo avviene senza che un "sito di Feng Shui" cambi proprietà si tratta di uno shift ("slittamento") superficiale, i dettagli cambiano, ma le cose importanti restano invariate. Le persone possono essere "reincarnate lateralmente" con nome e lavoro diverso, ma le loro memorie cambieranno per adattarsi alla nuova identità. Chiunque era a capo prima lo rimane.
Comunque, quando si verifica un cambio significativo del flusso del "Chi" quando un sito di Feng Shui cambia di mano potrebbe verificarsi uno slittamento critico. Questo può causare cambiamenti maggiori nella storia e nella bilancia dei poteri. La seconda guerra mondiale potrebbe cambiare con la vittoria dell'Asse un'estesa area del mondo potrebbe diventare un pacifico stato confuciano o l'intero mondo potrebbe essere ricreato in qualche versione orribile. Come per gli slittamenti superficiali le persone saranno reincarnate lateralmente per adattarsi alla nuova realtà.
Comunque chiunque abbia visitato il Netherworld non verrà lateralmente reincarnato e sarà acutamente consapevole dei mutamenti.

### La Secret War
Diverse fazioni lottano per il controllo del mondo in tutte e quattro le juncture. Il loro obiettivo è di controllare un numero sufficiente di siti di feng shui per riuscire a innescare uno slittamento critico e plasmare il mondo in loro favore. Dato che la maggior parte delle persone sono all'oscuro di tutto ciò, la lotta è nota da chi la conosce come "Secret War" ("Guerra segreta"). Anche molti dei seguaci delle varie fazioni ignorano la realtà delle cose. Ogni fazione ha anche agenti potenti consapevoli del Netherworld e attivi in altre juncture. Questi agenti sono detti Innerwalker("camminatori interni") o Secret Warrior ("guerrieri segreti") e di questo gruppo fanno parte anche i personaggi giocanti.
Le sette fazioni principali sono:
Eaters of the Lotus"mangiatori del loto", un gruppo di malvagi stregoni enuchi della Cina del 69 dC. Governano il paese mediante un imperatore fantoccio e desiderano ampliare la loro influenza in tutte le epoche temporali. Le loro risorse principali sono la stregoneria, demoni e l'intrigo politico.
Guiding Hand"la mano guida", un gruppo di monaci neoconfuciani impegnati nel portare nel mondo pace e armonia mediante l'applicazione stretta delle leggi. Ripugnano i poteri occidentali e cercano di cancellare l'influenza straniera dalla Cina del 1850, anche se benefica e disprezzano il pensiero e la tecnologia moderna. La loro fortezza è nella Cina del 1850, dove sono in dura lotta contro gli Ascended. La loro risorsa principale è il kung fu.
Asceded"ascesi", un gruppo di discendenti di animali diventati umani mediante la forza di volontà. Odiano la magia che può ritrasformarli nelle loro forme primitive. Controllano più o meno totalmente le juncture del 1850 e del 1996 e preferiscono usare eserciti, polizia, sindacati criminali e i loro guerrieri segreti umani per fare il loro lavoro nei luoghi intrinsecamente ostili a loro. Sono comunque abili nel kung fu, armi da fuoco e hanno capacità correlate alla loro discendenza animale.
Architects of the Flesh"architetti della carne", un gruppo di scienziati che ha fuso la magia con la tecnologia. Governano il futuro del 2056. Il loro mondo è basato su uguaglianza, parità e ordine imposto brutalmente e senza compassione. Desiderano estendere il loro dominio nel tempo per "il bene di tutti". Le loro armi più efficienti sono le arcanowave device ("congegni a onde arcane"), innesti di tecnologia e magia che installano su umani e demoni catturati nella juncture del 69 per potenziarli.
Jammersun gruppo di anarchici psicotici composti principalmente da disertori degli Architects e dei loro esperimenti falliti. Vogliono cancellare del tutto l'influenza del feng shui dal mondo, principalmente distruggendo con gli esplosivi ogni sito che riescono a conquistare, indifferentemente dalle possibili vittime. Usano principalmente armi da fuoco, leggere e pesanti, esplosivi e potenziamenti cyborg.
Four Monarchs"i quattro monarchi", potenti stregoni che dominavano il mondo fino a che uno slittamento critico organizzato dagli Ascendend non ha tolto loro il potere, costringendoli all'esilio nel Netherworld. Ognuno di loro controlla una parte del Netherworld e complotta costantemente contro le altre fazioni e contro gli altri tre monarchi. I loro seguaci si specializzano generalmente nella stregoneria o nel kung fu.
Dragons: un gruppo liberamente organizzato di guerrieri idealistici, che si oppone alla tirannia delle altre fazioni. È a questo gruppo che i personaggi appartengono.

### Hong Kong
Per ragioni ignote, Hong Kong ha un'alta concentrazione di siti di Feng Shui e di portali per il Netherworld. È anche il luogo dove vengono combattute le battaglie più significative delle secret war.

## Sistema di gioco
Le regole sono pensate per essere semplici e facili da imparare.

### Creazione dei personaggi
Il giocatore sceglie un archetipo su cui basare il proprio personaggio giocante. Ogni archetipo è un esempio tipico di un protagonista di un certo genere di film d'azione. Alcuni esempi sono il Maverick Cop (poliziotto solitario), il Martial Artist (artista marziale), il Journalist (giornalista) e il Big Bruiser (grosso picchiatore). L'archetipo definisce cosa il personaggio è migliore a fare e sebbene l'avanzamento del personaggio non sia limitato dopo la creazione è di solito rimanere entro i confini dell'archetipo originale.
Il personaggio viene dettagliato definendo i suoi attributi, abilità, schticks e armi.
- Gli attributi si dividono in primari e secondari. Comunque spesso tutti gli attributi secondari hanno un valore uguale a quello dell'attributo primario associato, facilitandone la registrazione.
- Le abilità sono bonus che vengono aggiunti all'attributo secondario appropriato, per determinare il l'Action Value finale.
- Il personaggio può ricevere uno o più schticks come parte del suo archetipo e potrebbe poterne aggiungere di nuovi.
- Armi appropriate allo stile di combattimento del personaggio.

### Prove di abilità
Le prove di abilità sono gestite con un meccanismo unificato per fare le prove di abilità. Quelle non di combattimento vengono generalmente risolte con un unico tiro di dado, mentre quelle di combattimento possono durare una mezz'ora o più.
Ad ogni abilità di un personaggio viene associato un Action Value che indica quanto è bravo con quella abilità. Per fare una prova di abilità si lanciano due dadi di colore diverso, il dado positivo e quello negativo. Il dado positivo viene sommato all'Action Value, il dado negativo viene sottratto. Il risultato finale, detto Action Result, viene confrontato con la soglia di difficoltà della prova tentata. Se è maggiore della soglia l'azione è riuscita. Poiché l'Action Result medio è pari all'Action Value, la difficoltà può semplicemente essere ll'Action Value dell'avversario.

### Schticks
I personaggi possiedono anche schtick ("trucchi"), o abilità speciali, che migliorano grandemente le loro capacità di combattimento o la loro utilità al di fuori del combattimento. Alcuni possono essere acquisiti con l'esperienza, ma altri sono unici o particolari di un archetipo.

## Storia editoriale
Feng Shui venne scritto principalmente da Robin D. Laws, all'inizio degli anni novanta per produrre un gioco di ruolo ambientato nei film d'azione di Hong Kong. Propose il gioco a Jose Garcia della Daedalus Games, a cui l'ambientazione piacque, ma decise di usarla per un gioco di carte collezionabili, che all'epoca erano estremamente popolari. La Daedalus Games venne quindi incorporata come Daedalus Entertainment per la pubblicazione del gioco di carte collezionabile Shadowfist (1995), ottenendo un ottimo successo.
Grazie ai guadagni di Shadowfist la Daedalus poté assumere John Tynes come curatore per la propria linea di giochi di ruolo e nel 1996 pubblicò la prima edizione di Feng Shui, usando come sistema di gioco quello di Nexus: The Infinite City (1994), un gioco di ruolo multigenere già pubblicato dalla Daedalus. Il gioco di ruolo venne supportato da alcuni supplementi nel corso del 1997, ma a questo punto in seguito alla crisi dei giochi di carte collezionabile, la Daedalus fu costretta a licenziare tutto lo staff, eccetto per Jose stesso e sua sorella e la società fece bancarotta controllata nel 1997 secondo il Chapter 11. Un ultimo modulo scritto da Chris Pramas venne pubblicato su licenza dalla Ronin Publishing.
Qualche anno dopo Robin Laws acquistò Feng Shui, per l'Atlas Games. Greg Stolze venne assunto per curare la linea editoriale e nel 1999 venne pubblicato una nuova edizione del manuale base supportata da numerosi supplementi nel corso del 2000, ridotti però a uno all'anno tra il 2001 e il 2004. Successivamente a parte Glimpse of the Abyss (2007) pur rimanendo in stampa non vennero pubblicati nuovi manuali.

## Manuali pubblicati
Fonte:

### Prima edizione
- Robin D. Laws (1996). Feng Shui. Daedalus Entertainment. ISBN 1-888335-00-9.
- Bruce A. Baugh, Chris Pramas, Greg Stolze, John Tynes, Allen Varney (1996). Marked For Death. Daedalus Entertainment. ISBN 1-888335-01-7. Avventure.
- Rob Heinsoo e John Tynes (a cura di) (1996). Back For Seconds. Daedalus Entertainment. ISBN 1-888335-02-5. Supplemento per i giocatori.
- Rich Warren (1997). Thorns of the Lotus. Daedalus Entertainment. ISBN 1-888335-04-1. Supplemento sugli Eaters of Lotus.
- Chris Pramas (1998). Blood of the Valiant. Ronin Publishing. Supplemento sulla Guiding Hand

### Seconda edizione
- Robin D. Laws. (1999). Feng Shui: Action Movie Roleplay. Atlas Games. ISBN 1-887801-76-6. Manuale base della seconda edizione.
- Greg Stolze (1999). Seed of the New Flesh. Atlas Games. ISBN 1-887801-77-4. Supplemento sugli Architects of the Flesh.
- (2000). Golden Comeback. Atlas Games. ISBN 1-887801-80-4. Supplemento sulle arti marziali.
- David Blewers, Deird'Re Brooks, Hal Mangold, John Seavey (2000). Seal of the Wheel. Atlas Games. ISBN 1-887801-90-1. Supplemento sugli Ascended.
- (2000). Elevator to the Netherworld: The Inner Kingdom Sourcebook. Atlas Games. ISBN 1-887801-83-9. Supplemento dedicato al Netherworld.
- Robin D. Laws (2000). Four Bastards. Atlas Games. ISBN 1-887801-86-3. Avventura.
- (2001). In Your Face Again. Atlas Games. ISBN 1-887801-97-9. Raccolta di avventure.
- Robin D. Laws (2001). Burning Shaolin. Atlas Games. ISBN 1-58978-006-X. Avventura comprendente regole per giocare con il d20 System
- Jeff Tidball (2002). On Location. Atlas Games. ISBN 1-58978-024-8. schermo del master.
- Rich Warren (2002). Thorns of the Lotus. Atlas Games. ISBN 1-58978-028-0. Revisione del manuale pubblicato dalla Daedalus
- Chris Pramas (2003). Blood of the Valiant. Atlas Games. ISBN 1-58978-043-4. Revisione del manuale pubblicato dalla Daedalus.
- John Seavey (2003). Gorilla Warfare. Atlas Games. ISBN 1-58978-038-8. Supplemento sugli Jammers.
- (2004). Friends Of The Dragon: A Guide to Player Character Groups. Atlas Games. ISBN 1-58978-054-X. Alleati per i personaggi.
- Will Hindmarch, Chris Jones, John Seavey (2004). Iron and Silk. Atlas Games. ISBN 1-58978-047-7. Armi improvvisate.
- Chris Jones (2004). Blowing Up Hong Kong. Atlas Games. ISBN 1-58978-065-5. Supplemento dedicato a Hong Kong.
- Jeff Tidball , Darrin Bright, Chris Dolunt, Will Hindmarch, John Seavey (2007). Glimpse of the Abyss. Atlas Games. ISBN 978-1-58978-073-6. Manuale di mostri.